# DG Волка
DG Волка (лат. DG Lupi) — двойная затменная переменная звезда типа W Большой Медведицы (EW) в созвездии Волка на расстоянии (вычисленном из значения параллакса) приблизительно 6869 световых лет (около 2106 парсеков) от Солнца. Видимая звёздная величина звезды — от +15,2m до +14,3m. Орбитальный период — около 0,4738 суток (11,371 часов).

## Характеристики
Первый компонент — жёлто-белая звезда спектрального класса G-F. Эффективная температура — около 6045 K.
Второй компонент — жёлто-белая звезда спектрального класса G-F.